# Довийого, Бернард
Бернард Аннен Аувен Довийого (англ. Bernard Annen Auwen Dowiyogo; 14 февраля 1946 — 9 марта 2003) — науруанский политик, президент Науру с 1976 по 2003 год с перерывами. Лидер Национальной партии Науру — первой политической партии в государстве, при поддержке которой впервые избран парламентом на пост президента 22 декабря 1976 года после смещения с должности первого президента Хаммера ДеРобурта. 

## Биография
Юрист по профессии, высшее образование получил в Австралийском национальном университете. В 1970-е был председателем профсоюзного объединения страны — Науруанской рабочей организации. Впервые был избран в парламент в 1973 году. 
Считался оппонентом первого президента независимого Науру Хаммера ДеРобурта, которого и сменил, когда того сместили в 1976 году. Во время своего первого срока президентом пробыл до 19 апреля 1978 года. На протяжении двух с половиной десятилетий в общей сложности семь раз становился президентом, дольше всего — на шесть лет (1989–1995), короче всего — на 8 дней (январь 2003). 
В 1980-е годы был президентом Национального банка страны, министром юстиции (1983–1989) и здравоохранения (август–декабрь 1989), а также основал Науруанский институт медиа и коммуникаций (в 1984). В этот период активно выступал против колониализма и неоколониализма, резко критиковал Францию и США за проведение испытаний ядерного оружия в тихоокеанском регионе. 
Вновь стал президентом в связи с болезнью предшественника Кеноса Арои 12 декабря 1989 года, правил до 22 ноября 1995 года. Также был президентом с 11 по 26 ноября 1996 года, с 18 июня 1998 по 27 апреля 1999, с 20 апреля 2000 по 30 марта 2001, с 9 по 17 января 2003 и с 18 января по 10 марта 2003 года.
Умер на посту президента в марте 2003 года в Больнице Университета Джорджа Вашингтона в Вашингтоне, округ Колумбия от осложнений вызванных диабетом — распространённой на Науру болезнью.